# Athlonestadion
Het Athlone Stadium is het multifunctioneel stadion in het Zuid-Afrikaanse Kaapstad. Het stadion wordt het merendeel gebruikt door de voetbalclubs Santos Cape Town en Ajax Cape Town, een tak van de Amsterdamse profclub. Het stadion werd gebouwd in 1972 en biedt plaats aan 30.000 toeschouwers.
Het stadion onderging een renovatie voor het WK voetbal 2010 dat in Zuid-Afrika werd georganiseerd. Het stadion diende als trainingsaccommodatie.